# Spielberg (Großriedenthal)

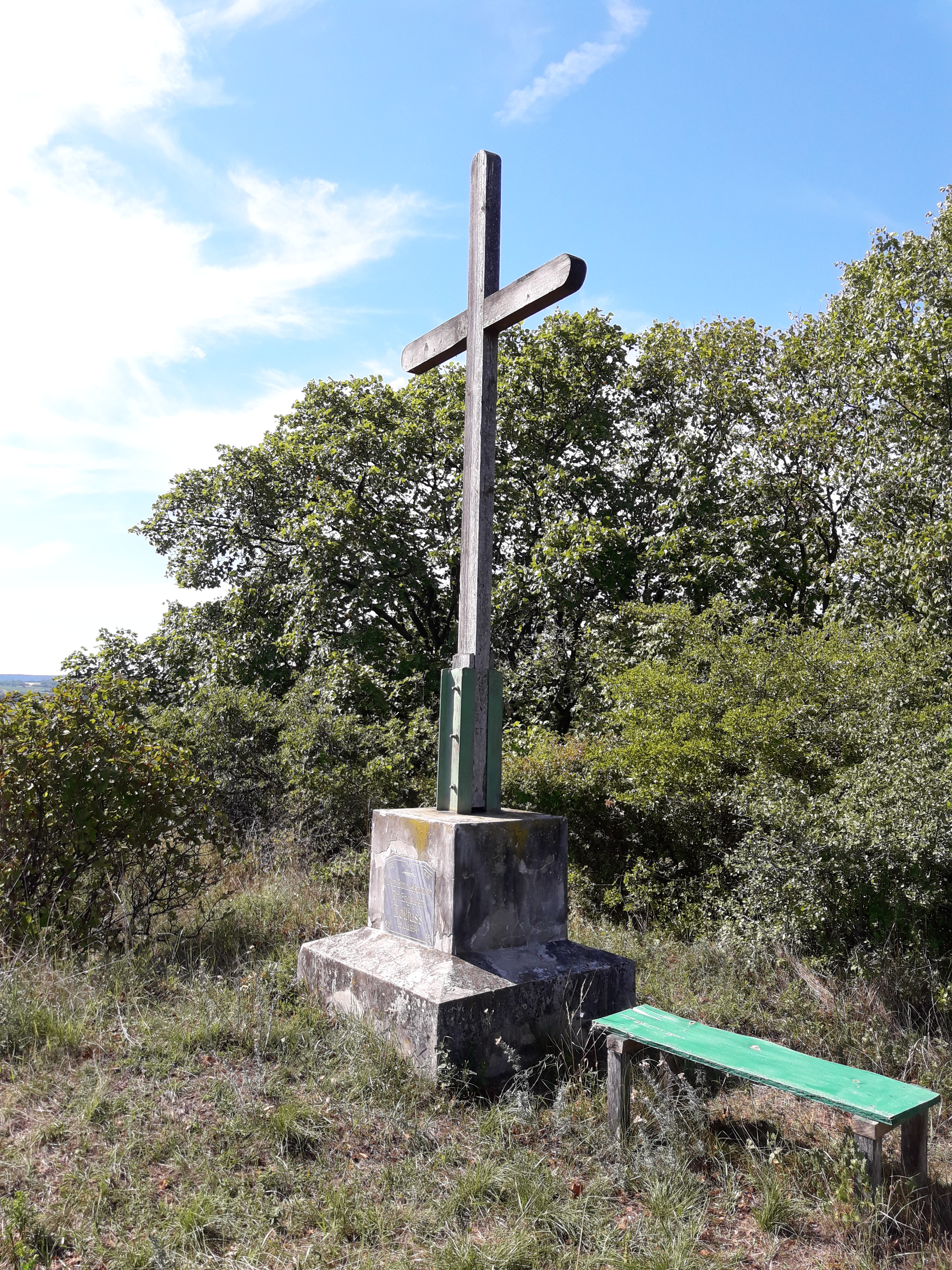
Dollfußkreuz auf dem Auberg

Der Spielberg ist ein 353 m ü. A. hoher Bergrücken in Großriedenthal in Niederösterreich.

## Beschreibung
Der Spielberg erhebt sich nordwestlich des Ortes Großriedenthal und wird an seinen nach Süden exponierten Lagen für den Weinbau genutzt. Auf den flachen Anhängen in Richtung Norden und Osten betreibt man Ackerbau. Seine höchste Kuppe ist bewaldet.
Der Spielberg kann als ein südlicher Ausläufer der Hohenwarther Platte angesprochen werden.

## Aubergfelsen
An der westlichen Flanke des Spielberges, die Auberg genannt wird, befindet sich die Konglomerat-Schotterbank Aubergfelsen, eine im Tertiär entstandene, fluviale Ablagerung der Urdonau, die seit 1979 unter Schutz steht.  In der Geologischen Karte der Republik Österreich 1:50.000 ist diese Stelle als Geologisches Naturdenkmal ausgewiesen. Auf der Anhöhe über dem Aubergfelsen steht in Gedenken an den ermordeten Bundeskanzler Engelbert Dollfuß das Dollfußkreuz.